# Light in the Window: The Art of Vermeer
Pour plus de détails, voir Fiche technique et Distribution.
Light in the Window: The Art of Vermeer est un court métrage américain réalisé par Jean Oser et sorti en 1952. 
Il a remporté l'Oscar du meilleur court métrage en prises de vues réelles en une bobine en 1953.

## Fiche technique
- Réalisation : Jean Oser
- Producteur : Boris Vermont
- Durée : 10 minutes
- Date de sortie : septembre 1952